# Polyphème (Rodin)
Pour les articles homonymes, voir Polyphème (homonymie).
Polyphème est une sculpture de 1888 réalisée par Auguste Rodin, qui montre Polyphème et son amour pour la Galatée des Néréides, comme le raconte le livre XIII des Métamorphoses d'Ovide. Il s'agit d'une première étude pour le groupe de Polyphème, Acis et Galatée au centre du panneau droit des Portes de l'Enfer. Plusieurs études en bronze du torse de Polyphème ont survécu, mais il n'existe pas de version monumentale connue du groupe complet.
Un moulage en bronze de l'œuvre se trouve maintenant au musée Soumaya.